# Tomás Villén Roldán
Tomás Villén Roldán, llamado Cencerro (Castillo de Locubín, Jaén, 1903 – Valdepeñas de Jaén, 17 de julio de 1947), fue un guerrillero español que luchó contra la dictadura franquista.
Muy joven se afilió a la UGT donde ocupó diversos cargos directivos. Fue presidente de la Casa del Pueblo, miembro del Frente Popular y concejal del ayuntamiento de Castillo de Locubín por el Partido Comunista desde el 10 de octubre de 1921, pero pronto hubo de renunciar al cargo para incorporarse a filas, siendo adscrito al 302 Batallón de la 76 Brigada del Cuerpo de Tren. Tras el golpe de Estado del General Casado del 5 de marzo de 1939 fue detenido junto a otros mandos comunistas en la posición Churruca y conducido el 15 de marzo a la prisión militar de Santa Úrsula (Jaén) siendo liberado horas antes de la entrada de los “nacionales” en Jaén. Concluida la guerra marchó a Castillo de Locubín donde fue detenido y conducido a la prisión de Alcalá la Real de donde se evadió el 17 de marzo de 1940.
En la Sierra de Jaén formó una guerrilla y una tupida red de enlaces. Sus golpes económicos, el buen trato que dispensó a las víctimas de sus secuestros, su gran movilidad, su habilidad para esquivar las celadas tendidas por la Guardia Civil para su captura, su persistencia en la constitución clandestina del partido comunista y el gran número de enlaces y colaboradores que perdieron la vida a manos del Instituto Armado hizo que su popularidad creciera rápidamente y su figura rodeada de un halo de leyenda. Cencerro se convirtió en uno de los hombres más buscados de la provincia hasta el 17 de julio de 1947 en que fue muerto en Valdepeñas de Jaén tras ser delatado por uno de sus hombres. En el espectacular asalto militar para su captura, y tras una ardua resistencia durante dos días, se dinamitaron varias casas y perdieron la vida siete personas. Su cuerpo fue expuesto públicamente en Castillo de Locubín.